# Álvaro Puelma Accorsi
Álvaro Luis Puelma Accorsi (Santiago, 5 de julio de 1936 - Santiago, 31 de agosto de 2002) fue un abogado y académico chileno, conocido por su aporte al Derecho Comercial en Chile.

## Vida personal
Álvaro Puelma Accorsi fue hijo de Luis Enrique Puelma Lara y Teresa Accorsi Theutron. Tuvo siete hermanos y ocupó el segundo lugar entre ellos, siendo su hermana mayor la periodista, Carmen.
Cursó su educación escolar en el Colegio San Ignacio. Posteriormente, ingresó a la Facultad de Derecho de la Universidad de Chile, donde obtuvo el título de abogado tras completar sus estudios en Ciencias Jurídicas y Sociales.
En 1961, contrajo matrimonio con Irene Barriga Ferrada. Fruto de esta unión nacieron cinco hijos.

## Trayectoria profesional
Se desempeñó como profesor en la Facultad de Derecho de la Universidad de Chile al igual que en la Pontificia Universidad Católica de Chile, donde dictó cátedras en el área de Derecho Comercial. Además, fue presidente del Instituto Chileno de Derecho Comercial, y participó activamente como consejero del Colegio de Abogados de Chile.
Publicó numerosas obras de Derecho Comercial, entre las que destacan Curso de Derecho de Quiebras, Contratación Comercial Moderna y su Tratado Sociedades.
En 1975 fundó el estudio jurídico Puelma & Compañía Abogados.